# Paul McShane
Paul David McShane (Pol Dáibhí Mac Seáin; Kilpeddar, 6 gennaio 1986) è un ex calciatore irlandese, di ruolo difensore.

## Caratteristiche tecniche
Trovava la sua collocazione ideale al centro della difesa, pur essendo in grado di agire da terzino destro. Seppur compensi efficacemente la mancanza di doti tecniche con tenacia, abilità nel gioco aereo e una spiccata aggressività nei contrasti, la rudezza negli interventi lo portava a ricevere spesso sanzioni disciplinari evitabili da parte del direttore di gara.

## Carriera

### Club
Muove i suoi primi passi tra Greystones United e St Joseph's Boys in Irlanda, prima di essere tesserato a 16 anni dal Manchester United che lo integra nel proprio settore giovanile. Dopo aver vinto una FA Youth Cup con l'Academy, il 23 dicembre 2004 viene ceduto in prestito al Walsall, in League One.
Nell'estate 2002 viene tesserato dal Manchester United col quale non debutta in prima squadra. Viene ceduto in prestito al Walsall (2004-2005) e al Brighton & Hove Albion (2005-2006). Per la stagione successiva viene acquistato dal Sunderland per 1,5 milioni di sterline il 26 luglio 2007. Viene ceduto in prestito all'Hull City il 29 agosto 2008. Dopo mezza stagione tra le file dell'Hull City, viene richiamato al Sunderland dall'allenatore Ricky Sbragia. La sua ultima partita con la maglia dell'Hull City è stata la vittoria per 1 a 0 sul Newcastle United del 14 gennaio 2009. Il 30 agosto 2009 viene tesserato a titolo definitivo dall'Hull City.
Il 2 luglio 2015 passa a parametro zero al Reading, legandosi ai Royals per mezzo di un contratto valido fino al 2018.

### Nazionale
Il 25 settembre 2006 viene convocato in nazionale dal CT Steve Staunton in vista degli impegni contro Cipro e Rep. Ceca, validi per l'accesso alla fase finale degli Europei 2008. A causa dell'assenza per infortunio di O'Brien e la squalifica di Dunne, l'11 ottobre esordisce da titolare con la selezione irlandese contro la Rep. Ceca.
Il 7 giugno 2011 indossa per la prima volta la fascia da capitano in occasione dell'amichevole disputata a Liegi contro l'Italia. Il 29 maggio 2012 il CT Trapattoni lo inserisce nella lista dei 23 convocati che prenderanno parte agli Europei 2012, per sopperire all'assenza per infortunio di Kevin Foley.
Riserva alle spalle del duo composto da Dunne e Sean St Ledger, assisterà i propri compagni dalla panchina nel corso della competizione, senza scendere in campo.

## Statistiche

### Presenze e reti nei club
Statistiche aggiornate al 13 gennaio 2018.
| Stagione          | Squadra           | Campionato        | Campionato | Campionato | Coppe nazionali | Coppe nazionali | Coppe nazionali | Coppe continentali | Coppe continentali | Coppe continentali | Altre coppe | Altre coppe | Altre coppe | Totale | Totale |
| Stagione          | Squadra           | Comp              | Pres       | Reti       | Comp            | Pres            | Reti            | Comp               | Pres               | Reti               | Comp        | Pres        | Reti        | Pres   | Reti   |
| ----------------- | ----------------- | ----------------- | ---------- | ---------- | --------------- | --------------- | --------------- | ------------------ | ------------------ | ------------------ | ----------- | ----------- | ----------- | ------ | ------ |
| 2004-2005         | Walsall           | FL1               | 4          | 1          | FACup+CdL       | -               | -               | -                  | -                  | -                  | FLT         | -           | -           | 4      | 1      |
| 2005-2006         | Brighton & Hove   | FLC               | 38         | 4          | FACup+CdL       | 1+1             | 0               | -                  | -                  | -                  | -           | -           | -           | 40     | 4      |
| 2006-2007         | West Bromwich     | FLC               | 32+3       | 2          | FACup+CdL       | 4+3             | 1+0             | -                  | -                  | -                  | -           | -           | -           | 42     | 3      |
| 2007-2008         | Sunderland        | PL                | 21         | 0          | FACup+CdL       | 1+0             | 0               | -                  | -                  | -                  | -           | -           | -           | 22     | 0      |
| 2008-gen. 2009    | Hull City         | PL                | 17         | 1          | FACup+CdL       | 2+0             | 0               | -                  | -                  | -                  | -           | -           | -           | 19     | 1      |
| gen.-giu. 2009    | Sunderland        | PL                | 3          | 0          | FACup+CdL       | 0               | 0               | -                  | -                  | -                  | -           | -           | -           | 3      | 0      |
| Totale Sunderland | Totale Sunderland | Totale Sunderland | 24         | 0          |                 | 1               | 0               |                    | -                  | -                  |             | -           | -           | 25     | 0      |
| 2009-2010         | Hull City         | PL                | 27         | 0          | FACup+CdL       | 0+1             | 0               | -                  | -                  | -                  | -           | -           | -           | 28     | 0      |
| 2010-gen. 2011    | Hull City         | FLC               | 19         | 0          | FACup+CdL       | 0+1             | 0               | -                  | -                  | -                  | -           | -           | -           | 20     | 0      |
| gen.-giu. 2011    | Barnsley          | FLC               | 10         | 1          | FACup+CdL       | -               | -               | -                  | -                  | -                  | -           | -           | -           | 10     | 1      |
| 2011-gen. 2012    | Hull City         | FLC               | 1          | 0          | FACup+CdL       | 1+0             | 0               | -                  | -                  | -                  | -           | -           | -           | 2      | 0      |
| gen.-giu. 2012    | Crystal Palace    | FLC               | 11         | 0          | FACup+CdL       | 0+1             | 0               | -                  | -                  | -                  | -           | -           | -           | 12     | 0      |
| 2012-2013         | Hull City         | FLC               | 25         | 2          | FACup+CdL       | 3+1             | 0               | -                  | -                  | -                  | -           | -           | -           | 29     | 2      |
| 2013-2014         | Hull City         | PL                | 10         | 0          | FACup+CdL       | 3+2             | 1+0             | -                  | -                  | -                  | -           | -           | -           | 15     | 1      |
| 2014-2015         | Hull City         | PL                | 20         | 1          | FACup+CdL       | 1+1             | 0               | UEL                | 1                  | 0                  | -           | -           | -           | 23     | 1      |
| Totale Hull City  | Totale Hull City  | Totale Hull City  | 119        | 4          |                 | 16              | 1               |                    | 1                  | 0                  |             | -           | -           | 136    | 5      |
| 2015-2016         | Reading           | FLC               | 35         | 0          | FACup+CdL       | 3+2             | 1+0             | -                  | -                  | -                  | -           | -           | -           | 40     | 1      |
| 2016-2017         | Reading           | FLC               | 30+1       | 3          | FACup+CdL       | 0               | 0               | -                  | -                  | -                  | -           | -           | -           | 31     | 3      |
| 2017-2018         | Reading           | FLC               | 25         | 0          | FACup+CdL       | 1+0             | 0               | -                  | -                  | -                  | -           | -           | -           | 26     | 0      |
| Totale Reading    | Totale Reading    | Totale Reading    | 90+1       | 3          |                 | 6               | 1               |                    | -                  | -                  |             | -           | -           | 97     | 4      |
| Totale carriera   | Totale carriera   | Totale carriera   | 332        | 15         |                 | 33              | 3               |                    | 1                  | 0                  |             | -           | -           | 366    | 18     |

### Cronologia presenze e reti in nazionale
| Cronologia completa delle presenze e delle reti in nazionale ― Irlanda | Cronologia completa delle presenze e delle reti in nazionale ― Irlanda | Cronologia completa delle presenze e delle reti in nazionale ― Irlanda | Cronologia completa delle presenze e delle reti in nazionale ― Irlanda | Cronologia completa delle presenze e delle reti in nazionale ― Irlanda | Cronologia completa delle presenze e delle reti in nazionale ― Irlanda | Cronologia completa delle presenze e delle reti in nazionale ― Irlanda | Cronologia completa delle presenze e delle reti in nazionale ― Irlanda |
| Data                                                                   | Città                                                                  | In casa                                                                | Risultato                                                              | Ospiti                                                                 | Competizione                                                           | Reti                                                                   | Note                                                                   |
| ---------------------------------------------------------------------- | ---------------------------------------------------------------------- | ---------------------------------------------------------------------- | ---------------------------------------------------------------------- | ---------------------------------------------------------------------- | ---------------------------------------------------------------------- | ---------------------------------------------------------------------- | ---------------------------------------------------------------------- |
| 11-10-2006                                                             | Dublino                                                                | Irlanda                                                                | 1 – 1                                                                  | Rep. Ceca                                                              | Qual. Euro 2008                                                        | -                                                                      |                                                                        |
| 15-11-2006                                                             | Dublino                                                                | Irlanda                                                                | 5 – 0                                                                  | San Marino                                                             | Qual. Euro 2008                                                        | -                                                                      | 83’                                                                    |
| 7-2-2007                                                               | Serravalle                                                             | San Marino                                                             | 1 – 2                                                                  | Irlanda                                                                | Qual. Euro 2008                                                        | -                                                                      | 46’                                                                    |
| 24-3-2007                                                              | Dublino                                                                | Irlanda                                                                | 1 – 0                                                                  | Galles                                                                 | Qual. Euro 2008                                                        | -                                                                      |                                                                        |
| 28-3-2007                                                              | Dublino                                                                | Irlanda                                                                | 1 – 0                                                                  | Slovacchia                                                             | Qual. Euro 2008                                                        | -                                                                      |                                                                        |
| 8-9-2007                                                               | Bratislava                                                             | Slovacchia                                                             | 2 – 2                                                                  | Irlanda                                                                | Qual. Euro 2008                                                        | -                                                                      |                                                                        |
| 12-9-2007                                                              | Praga                                                                  | Rep. Ceca                                                              | 1 – 0                                                                  | Irlanda                                                                | Qual. Euro 2008                                                        | -                                                                      | 29’                                                                    |
| 17-10-2007                                                             | Dublino                                                                | Irlanda                                                                | 1 – 1                                                                  | Cipro                                                                  | Qual. Euro 2008                                                        | -                                                                      |                                                                        |
| 17-11-2007                                                             | Cardiff                                                                | Galles                                                                 | 2 – 2                                                                  | Irlanda                                                                | Qual. Euro 2008                                                        | -                                                                      |                                                                        |
| 24-5-2008                                                              | Dublino                                                                | Irlanda                                                                | 1 – 1                                                                  | Serbia                                                                 | Amichevole                                                             | -                                                                      |                                                                        |
| 29-5-2008                                                              | Londra                                                                 | Irlanda                                                                | 1 – 0                                                                  | Colombia                                                               | Amichevole                                                             | -                                                                      |                                                                        |
| 6-9-2008                                                               | Magonza                                                                | Georgia                                                                | 1 – 2                                                                  | Irlanda                                                                | Qual. Mondiali 2010                                                    | -                                                                      | 80’                                                                    |
| 15-10-2008                                                             | Dublino                                                                | Irlanda                                                                | 1 – 0                                                                  | Cipro                                                                  | Qual. Mondiali 2010                                                    | -                                                                      |                                                                        |
| 19-11-2008                                                             | Dublino                                                                | Irlanda                                                                | 2 – 3                                                                  | Polonia                                                                | Amichevole                                                             | -                                                                      | 61’                                                                    |
| 28-3-2009                                                              | Dublino                                                                | Irlanda                                                                | 1 – 1                                                                  | Bulgaria                                                               | Qual. Mondiali 2010                                                    | -                                                                      |                                                                        |
| 1-4-2009                                                               | Bari                                                                   | Italia                                                                 | 1 – 1                                                                  | Irlanda                                                                | Qual. Mondiali 2010                                                    | -                                                                      | 74’                                                                    |
| 29-5-2009                                                              | Londra                                                                 | Nigeria                                                                | 1 – 1                                                                  | Irlanda                                                                | Amichevole                                                             | -                                                                      | 72’                                                                    |
| 8-9-2009                                                               | Limerick                                                               | Irlanda                                                                | 1 – 0                                                                  | Sudafrica                                                              | Amichevole                                                             | -                                                                      | 62’                                                                    |
| 14-10-2009                                                             | Dublino                                                                | Irlanda                                                                | 0 – 0                                                                  | Montenegro                                                             | Qual. Mondiali 2010                                                    | -                                                                      |                                                                        |
| 18-11-2009                                                             | Saint-Denis                                                            | Francia                                                                | 1 – 1 dts                                                              | Irlanda                                                                | Qual. Mondiali 2010                                                    | -                                                                      | 67’ 75’                                                                |
| 2-3-2010                                                               | Londra                                                                 | Irlanda                                                                | 0 – 2                                                                  | Brasile                                                                | Amichevole                                                             | -                                                                      |                                                                        |
| 25-5-2010                                                              | Dublino                                                                | Irlanda                                                                | 2 – 1                                                                  | Paraguay                                                               | Amichevole                                                             | -                                                                      |                                                                        |
| 11-8-2010                                                              | Dublino                                                                | Irlanda                                                                | 0 – 1                                                                  | Argentina                                                              | Amichevole                                                             | -                                                                      |                                                                        |
| 24-5-2011                                                              | Dublino                                                                | Irlanda                                                                | 5 – 0                                                                  | Irlanda del Nord                                                       | Amichevole                                                             | -                                                                      |                                                                        |
| 29-5-2011                                                              | Dublino                                                                | Irlanda                                                                | 1 – 0                                                                  | Scozia                                                                 | Amichevole                                                             | -                                                                      | 42’                                                                    |
| 7-6-2011                                                               | Liegi                                                                  | Italia                                                                 | 0 – 2                                                                  | Irlanda                                                                | Amichevole                                                             | -                                                                      | Cap.                                                                   |
| 26-5-2012                                                              | Dublino                                                                | Irlanda                                                                | 1 – 0                                                                  | Bosnia ed Erzegovina                                                   | Amichevole                                                             | -                                                                      | 78’                                                                    |
| 15-8-2012                                                              | Belgrado                                                               | Serbia                                                                 | 0 – 0                                                                  | Irlanda                                                                | Amichevole                                                             | -                                                                      |                                                                        |
| 6-2-2013                                                               | Dublino                                                                | Irlanda                                                                | 2 – 0                                                                  | Polonia                                                                | Amichevole                                                             | -                                                                      |                                                                        |
| 2-6-2013                                                               | Dublino                                                                | Irlanda                                                                | 4 – 0                                                                  | Georgia                                                                | Amichevole                                                             | -                                                                      |                                                                        |
| 11-6-2013                                                              | New York                                                               | Spagna                                                                 | 2 – 0                                                                  | Irlanda                                                                | Amichevole                                                             | -                                                                      |                                                                        |
| 7-6-2015                                                               | Dublino                                                                | Irlanda                                                                | 0 – 0                                                                  | Inghilterra                                                            | Amichevole                                                             | -                                                                      | 71’                                                                    |
| 29-3-2016                                                              | Dublino                                                                | Irlanda                                                                | 2 – 2                                                                  | Slovacchia                                                             | Amichevole                                                             | -                                                                      |                                                                        |
| Totale                                                                 |                                                                        | Presenze                                                               | 33                                                                     |                                                                        | Reti                                                                   | 0                                                                      |                                                                        |

## Palmarès

### Club

#### Competizioni giovanili
- FA Youth Cup: 1

Manchester United: 2002-2003

### Nazionale
- Nations Cup: 1

2011